# منتخب النمسا تحت 17 سنة لكرة القدم للسيدات
منتخب النمسا تحت 17 سنة للسيدات لكرة القدم (بالألمانية: Österreichische Fußballnationalmannschaft)‏ هو ممثل النمسا الرسمي في المنافسات الدولية في كرة القدم في فئة كرة قدم تحت 17 سنة للسيدات، يديريه اتحاد النمسا لكرة القدم.